# جو دودز
جو دودز (بالإنجليزية: Joe Dodds)‏ (14 يوليو 1887 في المملكة المتحدة - 14 أكتوبر 1965) هو لاعب كرة قدم بريطاني (وحمل سابقاً جنسية المملكة المتحدة لبريطانيا العظمى وأيرلندا) في مركز الظهير. لعب مع كوين أوف ساوث ونادي سلتيك.

## وصلات خارجية
- جو دودز على موقع الاتحاد الإسكتلندي (الإنجليزية)
- جو دودز على موقع قاعدة بيانات كرة القدم.إي يو (الإنجليزية)
- جو دودز على موقع ناشيونال فوتبول تيمز (الإنجليزية)